# باشگاه فوتبال الرمادی
باشگاه فوتبال الرمادی (به عربی: نادي الرمادي) یک باشگاه فوتبال عراقی در شهر رمادی استان انبار می‌باشد.